# Giải vô địch bóng đá Nam Mỹ 1916
Giải vô địch bóng đá Nam Mỹ 1916 là giải vô địch bóng đá Nam Mỹ lần đầu tiên, diễn ra ở Buenos Aires, Argentina từ 2 đến 17 tháng 7 năm 1916. Giải đấu có 4 đội tuyển tham gia, đấu vòng tròn tính điểm để chọn ra nhà vô địch. Đội vô địch đầu tiên là Uruguay, sau khi vượt qua Argentina ở lượt trận đấu cuối.

## Danh sách cầu thủ tham dự

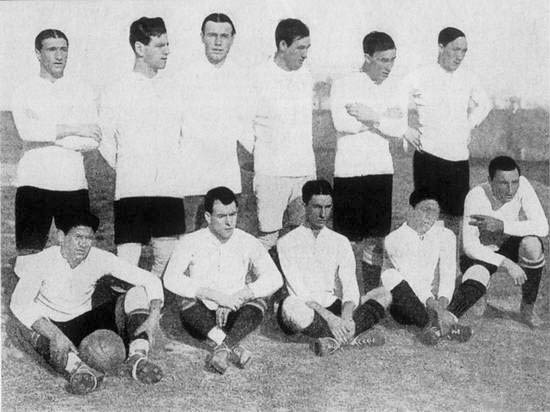
Uruguay, nhà vô địch đầu tiên của giải đấu.

## Địa điểm
| Thành phố    | Sân vận động             | Sức chứa |
| ------------ | ------------------------ | -------- |
| Avellaneda   | Sân vận động Racing Club | 30,000   |
| Buenos Aires | Sân vận động G.E.B.A.    | 18,000   |

## Kết quả
| Đội       | Trận | Thắng | Hoà | Thua | BT | BB | HS | Điểm |
| --------- | ---- | ----- | --- | ---- | -- | -- | -- | ---- |
| Uruguay   | 3    | 2     | 1   | 0    | 6  | 1  | +5 | 5    |
| Argentina | 3    | 1     | 2   | 0    | 7  | 2  | +5 | 4    |
| Brasil    | 3    | 0     | 2   | 1    | 3  | 4  | −1 | 2    |
| Chile     | 3    | 0     | 1   | 2    | 2  | 11 | −9 | 1    |

## Trận đấu
| Uruguay                               | 4–0 | Chile |
| ------------------------------------- | --- | ----- |
| Piendibene 44', 75' · Gradín 55', 70' |     |       |

| Argentina                                                                   | 6–1 | Chile    |
| --------------------------------------------------------------------------- | --- | -------- |
| Ohaco 2', 75' · J.D. Brown 60' (ph.đ.), 62' (ph.đ.) · Marcovecchio 67', 81' |     | Báez 44' |

| Brasil          | 1–1 | Chile       |
| --------------- | --- | ----------- |
| Demósthenes 29' |     | Salazar 85' |

| Argentina  | 1–1 | Brasil      |
| ---------- | --- | ----------- |
| Laguna 10' |     | Alencar 23' |

| Uruguay                  | 2–1 | Brasil          |
| ------------------------ | --- | --------------- |
| Gradín 58' · Tognola 77' |     | Friedenreich 8' |

| Argentina | 0–0 | Uruguay |
| --------- | --- | ------- |
|           |     |         |

## Danh sách cầu thủ ghi bàn
3 bàn
- Isabelino Gradín

2 bàn
| - Juan Domingo Brown - Alberto Marcovecchio | - Alberto Ohaco - José Piendibene |  |

1 bàn
| - José Laguna - Alencar - Demósthenes | - Arthur Friedenreich - Telésforo Báez - Hernando Salazar | - José Tognola |